# Jim Grabb
Jim Grabb, właśc. James Franklin Grabb (ur. 14 kwietnia 1964 w Tucson) – amerykański tenisista, reprezentant kraju w Pucharze Davisa, zwycięzca French Open 1989 i US Open 1992 w grze podwójnej, lider rankingu ATP deblistów.

## Kariera tenisowa
W latach 1986–2000 występował jako tenisista zawodowy.
W grze pojedynczej wygrał 2 turnieje rangi ATP World Tour, najpierw w Seulu (1987), pokonując w finale Andre Agassiego oraz w Tajpej (1992), zwyciężając w pojedynku finałowym Jamiego Morgana. Jest również finalistą z Waszyngtonu (1990), ale przegrał w meczu o tytuł z Agassim.
W grze podwójnej Grabb wygrał 23 turnieje rangi ATP World Tour, w tym wielkoszlemowe French Open 1989, kiedy to razem z Patrickiem McEnroe zwyciężył w pojedynku finałowym z parą Mansur Bahrami–Éric Winogradsky 6:4, 2:6, 6:4, 7:6, oraz US Open 1992, pokonując w finale razem z Richeyem Renebergiem debel Kelly Jones–Rick Leach 3:6, 7:6, 6:3, 6:3. W 1989 roku odniósł triumf (z McEnroe) w kończącym sezon turnieju Masters Grand Prix, pokonując w decydującym meczu o mistrzowski tytuł duet John Fitzgerald–Anders Järryd 7:5, 7:6, 5:7, 6:3. Amerykanin jest również finalistą 27 innych deblowych turniejów, w których ostatecznie został pokonany, w tym wielkoszlemowego Wimbledonu (1992), przegrywając decydujący o tytule mecz (w parze z Renebergiem) z Johnem McEnroe i Michaelem Stichem 7:5, 6:7, 6:3, 6:7, 17:19.
W 1993 roku Grabb wystąpił w pojedynku 1 rundy Pucharu Davisa przeciwko reprezentacji Australii. Rozegrał mecz deblowy (w parze z Renebergiem) przegrany z Toddem Woodbridge’em i Markiem Woodforde’em 6:7(5) 2:6 6:3 7:6(3) 4:6. Ostatecznie Australijczycy pokonali w tej fazie rozgrywek Amerykanów 4:1. Tegoż samego roku zdobył z drużyną rozgrywany w Düsseldorfie Drużynowy Puchar Świata.
Najwyżej w rankingu singlistów był w lutym 1990 roku na 24. miejscu, z kolei w zestawieniu deblistów w czerwcu 1989 roku został sklasyfikowany na pozycji lidera. Na szczycie listy deblowej utrzymywał się łącznie przez 13 tygodni.

### Finały w turniejach ATP World Tour
| Legenda                                      |
| -------------------------------------------- |
| Wielki Szlem                                 |
| Igrzyska olimpijskie                         |
| Tennis Masters Cup / ATP Finals              |
| ATP Masters Series / ATP Tour Masters 1000   |
| ATP International Series Gold / ATP Tour 500 |
| ATP International Series / ATP Tour 250      |

#### Gra pojedyncza (2–1)
| Końcowy wynik | Nr | Data                 | Turniej    | Nawierzchnia    | Przeciwnik   | Wynik finału  |
| ------------- | -- | -------------------- | ---------- | --------------- | ------------ | ------------- |
| Zwycięzca     | 1. | 26 kwietnia 1987     | Seul       | Twarda          | Andre Agassi | 1:6, 6:4, 6:2 |
| Finalista     | 1. | 22 lipca 1990        | Waszyngton | Twarda          | Andre Agassi | 1:6, 4:6      |
| Zwycięzca     | 2. | 25 października 1992 | Tajpej     | Dywanowa (hala) | Jamie Morgan | 6:3, 6:3      |

#### Gra podwójna (23–27)
| Końcowy wynik | Nr  | Data                 | Turniej                    | Nawierzchnia    | Partner              | Przeciwnicy                        | Wynik finału              |
| ------------- | --- | -------------------- | -------------------------- | --------------- | -------------------- | ---------------------------------- | ------------------------- |
| Finalista     | 1.  | 26 kwietnia 1987     | Seul                       | Twarda          | Ken Flach            | Eric Korita Mike Leach             | 7:6, 1:6, 5:7             |
| Zwycięzca     | 1.  | 4 października 1987  | San Francisco              | Dywanowa (hala) | Patrick McEnroe      | Glenn Layendecker Todd Witsken     | 6:2, 0:6, 6:4             |
| Finalista     | 2.  | 26 października 1987 | Tokio                      | Dywanowa (hala) | Sammy Giammalva Jr.  | Broderick Dyke Tom Nijssen         | 3:6, 2:6                  |
| Finalista     | 3.  | 8 listopada 1987     | Sztokholm                  | Twarda (hala)   | Jim Pugh             | Stefan Edberg Anders Järryd        | 3:6, 4:6                  |
| Finalista     | 4.  | 10 stycznia 1988     | Auckland                   | Twarda          | Sammy Giammalva Jr.  | Marty Davis Tim Pawsat             | 3:6, 6:3, 4:6             |
| Finalista     | 5.  | 24 kwietnia 1988     | Seul                       | Twarda          | Gary Donnelly        | Andrew Castle Roberto Saad         | 7:6, 4:6, 6:7             |
| Finalista     | 6.  | 21 sierpnia 1988     | Cincinnati                 | Twarda          | Patrick McEnroe      | Rick Leach Jim Pugh                | 2:6, 4:6                  |
| Finalista     | 7.  | 25 września 1988     | Los Angeles                | Twarda          | Peter Doohan         | John McEnroe Mark Woodforde        | 4:6, 4:6                  |
| Finalista     | 8.  | 30 października 1988 | Paryż                      | Dywanowa (hala) | Christo Van Rensburg | Paul Annacone John Fitzgerald      | 2:6, 2:6                  |
| Zwycięzca     | 2.  | 6 listopada 1988     | Sztokholm                  | Twarda (hala)   | Kevin Curren         | Paul Annacone John Fitzgerald      | 7:5, 6:4                  |
| Finalista     | 9.  | 3 kwietnia 1989      | Miami                      | Twarda          | Patrick McEnroe      | Jakob Hlasek Anders Järryd         | 3:6, krecz                |
| Zwycięzca     | 3.  | 10 czerwca 1989      | French Open, Paryż         | Ceglana         | Patrick McEnroe      | Mansur Bahrami Éric Winogradsky    | 6:4, 2:6, 6:4, 7:6        |
| Finalista     | 10. | 30 lipca 1989        | Waszyngton                 | Twarda          | Patrick McEnroe      | Neil Broad Gary Muller             | 7:6, 6:7, 4:6             |
| Zwycięzca     | 4.  | 12 grudnia 1989      | Masters Grand Prix, Londyn | Dywanowa (hala) | Patrick McEnroe      | John Fitzgerald Anders Järryd      | 7:5, 7:6, 5:7, 6:3        |
| Finalista     | 11. | 11 marca 1990        | Indian Wells               | Twarda          | Patrick McEnroe      | Boris Becker Guy Forget            | 6:4, 4:6, 3:6             |
| Finalista     | 12. | 13 maja 1990         | Kiawah Island              | Ceglana         | Leonardo Lavalle     | Scott Davis David Pate             | 2:6, 3:6                  |
| Finalista     | 13. | 17 czerwca 1990      | Rosmalen                   | Trawiasta       | Patrick McEnroe      | Jakob Hlasek Michael Stich         | 6:7, 3:6                  |
| Finalista     | 14. | 21 października 1990 | Lyon                       | Dywanowa (hala) | David Pate           | Patrick Galbraith Kelly Jones      | 6:7, 4:6                  |
| Zwycięzca     | 5.  | 11 listopada 1990    | Wembley                    | Dywanowa (hala) | Patrick McEnroe      | Rick Leach Jim Pugh                | 7:6, 4:6, 6:3             |
| Zwycięzca     | 6.  | 6 października 1991  | Sydney                     | Twarda (hala)   | Richey Reneberg      | Luke Jensen Laurie Warder          | 6:4, 6:4                  |
| Zwycięzca     | 7.  | 13 października 1991 | Tokio                      | Dywanowa (hala) | Richey Reneberg      | Scott Davis David Pate             | 7:5, 2:6, 7:6             |
| Zwycięzca     | 8.  | 12 stycznia 1992     | Auckland                   | Twarda          | Wayne Ferreira       | Grant Connell Glenn Michibata      | 6:4, 6:3                  |
| Zwycięzca     | 9.  | 9 lutego 1992        | San Francisco              | Twarda (hala)   | Richey Reneberg      | Pieter Aldrich Danie Visser        | 6:4, 7:5                  |
| Finalista     | 15. | 23 lutego 1990       | Filadelfia                 | Dywanowa (hala) | Richey Reneberg      | Todd Woodbridge Mark Woodforde     | 4:6, 6:7                  |
| Zwycięzca     | 10. | 19 kwietnia 1992     | Hongkong                   | Twarda          | Brad Gilbert         | Byron Black Byron Talbot           | 6:2, 6:1                  |
| Zwycięzca     | 11. | 14 czerwca 1992      | Rosmalen                   | Trawiasta       | Richey Reneberg      | John McEnroe Michael Stich         | 6:4, 6:7, 6:4             |
| Finalista     | 16. | 4 lipca 1992         | Wimbledon, Londyn          | Trawiasta       | Richey Reneberg      | John McEnroe Michael Stich         | 7:5, 6:7, 6:3, 6:7, 17:19 |
| Zwycięzca     | 12. | 23 sierpnia 1992     | Indianapolis               | Twarda          | Richey Reneberg      | Grant Connell Glenn Michibata      | 7:6, 6:2                  |
| Zwycięzca     | 13. | 12 września 1992     | US Open, Nowy Jork         | Twarda          | Richey Reneberg      | Kelly Jones Rick Leach             | 3:6, 7:6, 6:3, 6:3        |
| Finalista     | 17. | 11 października 1992 | Sydney                     | Twarda (hala)   | Richey Reneberg      | Patrick McEnroe Jonathan Stark     | 2:6, 3:6                  |
| Finalista     | 18. | 18 października 1992 | Tokio                      | Dywanowa (hala) | Richey Reneberg      | Todd Woodbridge Mark Woodforde     | 6:7, 4:6                  |
| Zwycięzca     | 14. | 21 lutego 1993       | Filadelfia                 | Dywanowa (hala) | Richey Reneberg      | Marcos Ondruska Brad Pearce        | 6:7, 6:3, 6:0             |
| Finalista     | 19. | 13 lutego 1994       | Memphis                    | Twarda (hala)   | Jared Palmer         | Byron Black Jonathan Stark         | 6:7, 4:6                  |
| Finalista     | 20. | 20 lutego 1994       | Filadelfia                 | Dywanowa (hala) | Jared Palmer         | Jacco Eltingh Paul Haarhuis        | 3:6, 4:6                  |
| Zwycięzca     | 15. | 17 kwietnia 1994     | Hongkong                   | Twarda          | Brett Steven         | Jonas Björkman Patrick Rafter      | walkower                  |
| Finalista     | 21. | 21 sierpnia 1994     | Indianapolis               | Twarda          | Richey Reneberg      | Todd Woodbridge Mark Woodforde     | 3:6, 4:6                  |
| Zwycięzca     | 16. | 12 lutego 1995       | San Jose                   | Twarda (hala)   | Patrick McEnroe      | Alex O’Brien Sandon Stolle         | 3:6, 7:5, 6:0             |
| Zwycięzca     | 17. | 26 lutego 1995       | Filadelfia                 | Dywanowa (hala) | Jonathan Stark       | Jacco Eltingh Paul Haarhuis        | 7:6, 6:7, 6:0             |
| Finalista     | 22. | 26 marca 1995        | Miami                      | Twarda          | Patrick McEnroe      | Todd Woodbridge Mark Woodforde     | 3:6, 6:7                  |
| Zwycięzca     | 18. | 15 października 1995 | Tel Awiw-Jafa              | Twarda          | Jared Palmer         | Kent Kinnear David Wheaton         | 6:4, 7:5                  |
| Finalista     | 23. | 5 listopada 1995     | Paryż                      | Dywanowa (hala) | Todd Martin          | Grant Connell Patrick Galbraith    | 2:6, 2:6                  |
| Finalista     | 24. | 4 lutego 1996        | Szanghaj                   | Dywanowa (hala) | Michael Tebbutt      | Mark Knowles Roger Smith           | 6:4, 2:6, 6:7             |
| Zwycięzca     | 19. | 18 sierpnia 1996     | Indianapolis               | Twarda          | Richey Reneberg      | Petr Korda Cyril Suk               | 7:6, 4:6, 6:4             |
| Zwycięzca     | 20. | 6 października 1996  | Lyon                       | Dywanowa (hala) | Richey Reneberg      | Neil Broad Piet Norval             | 6:2, 6:1                  |
| Finalista     | 25. | 5 października 1997  | Bazylea                    | Dywanowa (hala) | Karsten Braasch      | Tim Henman Marc Rosset             | 6:7, 7:6, 6:7             |
| Zwycięzca     | 21. | 1 marca 1998         | Londyn                     | Dywanowa (hala) | Martin Damm          | Jewgienij Kafielnikow Daniel Vacek | 6:4, 7:5                  |
| Zwycięzca     | 22. | 24 maja 1998         | Sankt Pölten               | Ceglana         | David Macpherson     | David Adams Wayne Black            | 6:4, 6:4                  |
| Finalista     | 26. | 26 lipca 1998        | Stuttgart                  | Ceglana         | Joshua Eagle         | Olivier Delaître Fabrice Santoro   | 1:6, 6:3, 3:6             |
| Zwycięzca     | 23. | 9 sierpnia 1998      | Toronto                    | Twarda          | Martin Damm          | Ellis Ferreira Rick Leach          | 6:7, 6:2, 7:6             |
| Finalista     | 27. | 20 lutego 2000       | Memphis                    | Twarda (hala)   | Richey Reneberg      | Justin Gimelstob Sébastien Lareau  | 2:6, 4:6                  |